# Abandon școlar
Abandonul școlar reprezintă încetarea temporară sau definitivă (prin abandon) a studiilor înainte de obținerea diplomei din motive practice, necesități, incapacitate, apatie sau deziluzie față de sistemul educațional.
Abandonul școlar poate avea repercusiuni economice și sociale majore pe termen lung, în special în țări precum Australia, unde sistemul de învățământ este considerat mai puțin echitabil comparativ cu alte țări occidentale. Din acest motiv, guvernele, organizațiile non-profit și companiile private dezvoltă diferite căi și cursuri de recuperare educațională pentru tinerii adulți cu vârste de până la 22 de ani.

## Cauze
Decizia de a părăsi școala este rezultatul unei combinații de situații academice (trecut școlar, abilități cognitive și intelectuale), relaționale (colegi, instituție de învățământ, profesori, familie), sociale și/sau personale (condiții socio-economice, angajament personal, etc.). motivație). Prin urmare, este un proces lung care include factori multidimensionali.

### Mediul familial
Majoritatea tinerilor care abandonează studiile provin din medii dezavantajate din punct de vedere economic, unde multe familii monoparentale dezavantajează copilul din cauza veniturilor mai mici.
Nivelul de pregătire al părinților are un impact asupra abandonului școlar: copiii ai căror părinți sunt mai educați abandonează mai rar decât cei ai căror părinți sunt slab pregătiți (măsurați în funcție de nivelul de educație atins).
Stilul parental , așteptările părinților (precum și ale profesorilor) față de succesul școlar au, de asemenea, un impact puternic asupra abandonului școlar. Supravegherea slabă a părinților, lipsa angajării în activitățile școlare și absența încurajării autonomiei cresc riscul ca adolescentul să părăsească școala definitiv.

### Calitatea școlii
Calitatea școlii are o mare influență asupra succesului sau eșecului școlar. Se traduce într-un mediu în care adolescentul se simte în siguranță, un mediu ordonat; resurse materiale bune; un personal didactic stabil; o cultură școlară care pune accent pe mediul universitar, menține credința că toți copiii pot învăța; activități extracurriculare interesante.
Rolul profesorilor este foarte important: succesul academic este mai mare atunci când profesorii „au încredere în elevii lor, îi respectă, îi pasă de ei, au așteptări mari de la ei și cred în propriile abilități de a-i ajuta pe tineri să reușească”.

### Diferențele de gen
Nuanțe sunt observate în anumite medii, în special în Orientul Mijlociu și Africa subsahariană, unde fetele abandonează mai mult decât băieții. Această situație poate fi explicată prin motive culturale: mai puține așteptări de succes în rândul fetelor, rolul acestora fiind redus la activitățile casnice și la căsătorii.
Numărul copiilor și adolescenților din învățământul primar și gimnazial care nu au școală este mult prea mare și puțin peste jumătate dintre aceștia sunt băieți. La nivel global, fetele sunt încă mai puțin probabil să meargă la școală decât băieții, aceștia din urmă fiind mai predispuși să repete clasele, să nu progreseze, să nu-și finalizeze educația și să nu obțină rezultate bune de învățare în multe țări. La nivel global, aproape toate țările cu date pe această temă nu au reușit să atingă paritatea de gen în învățământul superior.
Abandonul școlar, în special cel al băieților, nu este suficient evidențiat de programele sau inițiativele menite să acționeze împotriva acestui fenomen într-o manieră holistică. În ceea ce privește politicile de gen, acestea sunt și mai rare, iar cele existente sunt implementate în principal în țările cu venituri mari.

### Cauze psihologice
Unul dintre factorii individuali care distinge tinerii care abandonează este lipsa angajamentului activ (interesele și eforturile depuse) care poate fi descrisă ca având două niveluri: primul nivel constă în respectarea regulilor școlare și participarea la oră atunci când profesorul o cere; al doilea nivel constă în participarea activă prin căutarea de ajutor dacă este necesar sau prin realizarea unor proiecte suplimentare.
În societățile occidentale, practicile educaționale se bazează pe presupunerea că copiii și adolescenții au motivație intrinsecă și sunt (sau ar trebui să fie) motivați să învețe. Această motivație, de fapt, nu este prezentă la toți elevii și se diminuează la intrarea în liceu. Cercetătorii sugerează că profesorul trebuie astfel să-l ajute pe elev să perceapă valoarea muncii școlare pe care trebuie să o îndeplinească.
Angajamentul cognitiv (a depune eforturi pentru a acorda atenție și a învăța), sentimentul de autoeficacitate și autodisciplină sunt, de asemenea, factori care influențează puternic succesul academic al adolescenților.
Trebuie să facem distincție între tulburările psihopatologice care provoacă eșec școlar și demotivează elevii și tulburările de comportament care rezultă din anumiți factori de mediu și sunt mai degrabă consecințele unei adaptări proaste școlare asociate cu alți factori de risc. Dacă comportamentele adolescentului par identice (de exemplu, dificultăți la matematică), originile problemelor sunt diferite și, prin urmare, și prevenirea va fi diferită. 

## Clasificare
Elevii cu risc de abandonare formează un grup eterogen. De exemplu, un studiu al lui Janosz et al. (2000) identifică patru grupuri de potențiali abandonuri:
- Abandonări de tip „discret”: Elevi care sunt interesați de școală, se implică în activități, nu manifestă probleme de comportament și au performanțe academice ușor sub medie (40%).
- Abandonări de tip „neadaptat”: Elevi care au dificultăți majore la școală, probleme de comportament, comportamente delincvente și provin din medii familiale dificile (40%).
- Abandonări de tip „dezangajat”: Elevi care nu au probleme de comportament și au rezultate academice medii, dar sunt profund dezamăgiți și nemotivați de sistemul de învățământ (10%).
- Abandonări din cauza performanțelor insuficiente: Elevi care se confruntă cu eșecuri academice și sunt deziluzionați de educația lor. Au dificultăți de învățare, dar nu manifestă probleme de comportament (10%).

## Prevenirea abandonului

### Dinamica familială
În contextul incluziunii educaționale la nivel secundar, modul în care familiile își gestionează resursele pentru a asigura bunăstarea copiilor este un factor important pentru accesul și menținerea acestora în sistemul educațional. Dezvoltarea unor politici care să sprijine tinerii în școală reprezintă o recunoaștere a realităților cu care se confruntă familiile și o alianță între stat și acestea, pentru a genera condiții în care tinerii să fie sprijiniți, cel puțin până la finalizarea studiilor secundare. 
În cadrul familiei, anumite acțiuni au ca efect limitarea riscurilor abandonului școlar. Educația în familie trebuie să permită:
- Să promoveze socializarea copiilor și să dezvolte o anumită abilitate socială;
- Să învețe cum să gestionezi stresul și anxietatea;
- Să organizeze o bună rețea relațională;
- Pentru a oferi o cultură de bază largă, în special prin încurajarea activităților extracurriculare.

În plus, părinții trebuie:
- Aibă relații bune cu profesorii;
- Urmărească programul copilului din punct de vedere academic și personal.

### Identificarea în mediul școlar
În mediul școlar, anumiți indicatori facilitează identificarea elevilor „abandonați” în raport cu abilitățile sociale și/sau învățarea:
- Abilități sociale            
  - absenteism[5]
  - întârzieri
  - vizite la infirmerie
  - nerespectarea regulilor
  - dificultăți de integrare, comunicare: izolare , muțenie
  - dificultate comportamentală: incivilitate , agresivitate , somnolență
  - probleme sociale și/sau familiale
- Învățare            
  - munca insuficientă la domiciliu
  - repetiție

## Recuperarea abandonului școlar
O inițiativă de „recuperare a abandonului” este orice program comunitar, guvernamental, non-profit sau de afaceri prin care sunt identificați și contactați elevii care au părăsit școala, în vederea reînscrierii lor. Programele de recuperare pot fi implementate în școli tradiționale, centre comunitare sau platforme online.
Elevii care abandonează liceul sunt, de obicei, cei care întâmpină dificultăți comportamentale și/sau academice. Deși nu este pe deplin clar care sunt variabilele contextuale care afectează implicarea elevilor, datele din studiile longitudinale au arătat că absenteismul ridicat, problemele de comportament și lipsa implicării în activități extracurriculare sunt factori predictivi pentru abandonul școlar.

## Situații internaționale

### Statele Unite

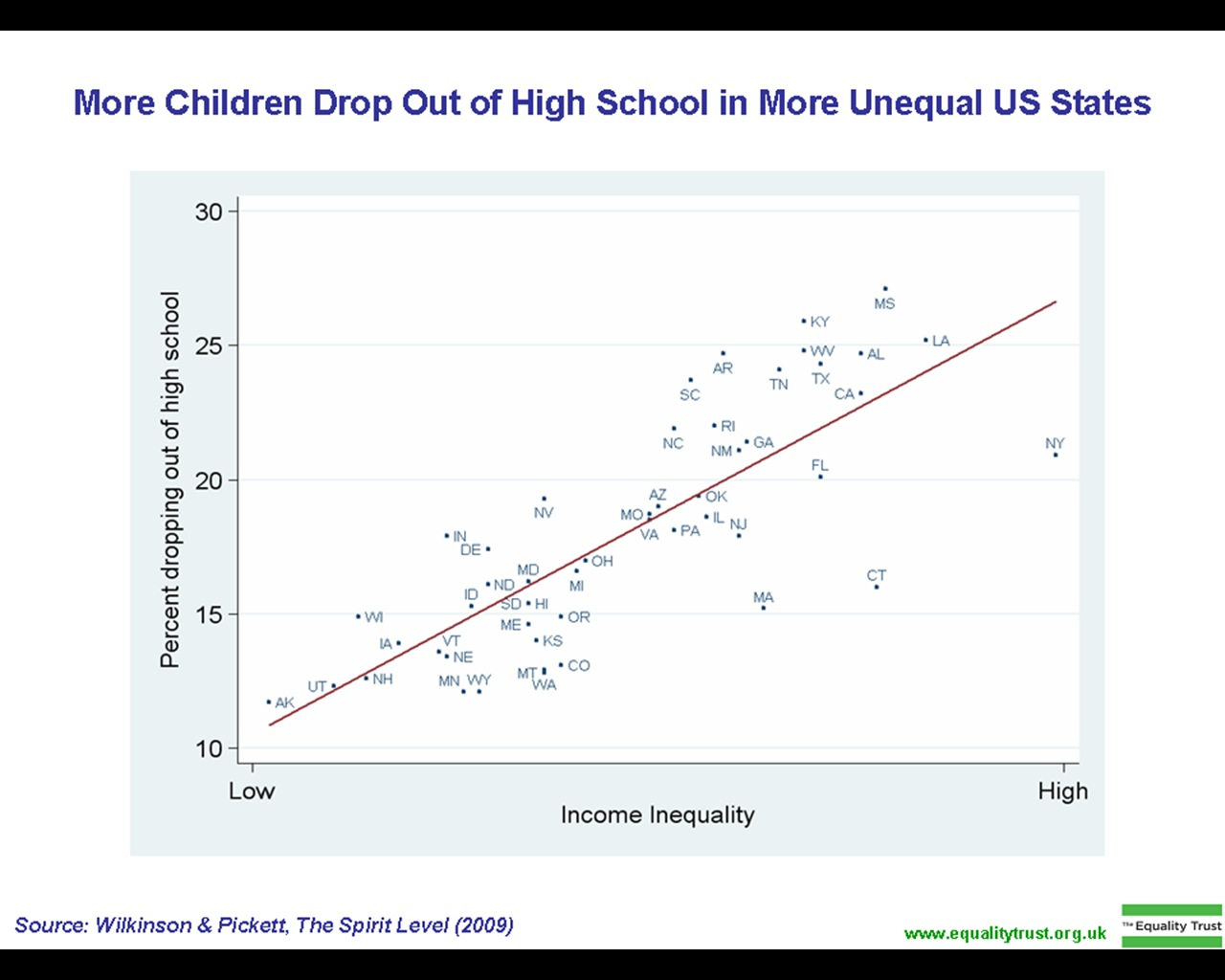
Mai mulți copii abandonează liceul în statele americane cu inegalități economice mai mari.

Abandonul școlar în Statele Unite ale Americii se referă de obicei la un elev care renunță la școală înainte de a îndeplini cerințele necesare pentru absolvire. În multe cazuri, nu este întotdeauna clar că un elev a renunțat, deoarece acesta poate înceta să mai frecventeze școala fără a își anula înscrierea oficială. Se estimează că aproximativ 1,2 milioane de elevi părăsesc liceul anual în Statele Unite, unde rata de absolvire a liceului se situează pe locul 19 la nivel mondial.  Motivele pentru care elevii abandonează școala sunt variate și pot include găsirea unui loc de muncă, evitarea agresiunilor, probleme familiale urgente, performanțe academice slabe, depresie sau alte afecțiuni psihice, sarcini neplanificate, un mediu educațional nefavorabil, lipsa de libertate sau chiar plictiseala. Raportul The Silent Epidemic: Perspectives of High School Dropouts  , publicat de Civic Enterprises, explorează aceste motive și altele care contribuie la renunțarea la școală fără absolvire.
Consecințele pe termen lung ale abandonului școlar pot fi severe, atât economic, cât și social. Elevii care abandonează studiile în Statele Unite sunt mai predispuși să devină șomeri, să trăiască fără adăpost, să depindă de ajutorul social sau să fie încarcerați. Un studiu realizat în San Francisco pe o perioadă de patru ani a arătat că 94% dintre victimele crimelor din rândul tinerilor erau elevi care abandonaseră liceul.
Măsurarea abandonului școlar de către Departamentul Educației al Statelor Unite se face prin procentul de tineri cu vârste între 16 și 24 de ani care nu sunt înscriși la școală și nu au obținut o diplomă de liceu. Această măsurătoare este diferită de alte statistici, cum ar fi rata abandonului școlar pe eveniment sau ratele de absolvire raportate la primul ciclu. În 2009, rata națională de abandon a fost de 8,1%.  Există numeroși factori de risc pentru abandonul școlar, care pot fi clasificați în factori sociali și academici. Membrii minorităților rasiale și etnice abandonează școala la rate mai mari comparativ cu elevii albi, la fel ca și cei provenind din familii cu venituri mici, familii monoparentale sau familii în care niciunul dintre părinți nu a absolvit liceul.  Factorii academici de risc includ absențe frecvente, dificultăți academice și lipsa de implicare în activitățile școlare.

### Australia
În Australia, abandonul școlar este asociat cu motive precum evitarea agresiunilor, necesitatea găsirii unui loc de muncă, dificultăți familiale, depresie și alte probleme de sănătate mentală, sarcini la adolescență, abuzul de substanțe sau plictiseala.  Conform cercetărilor efectuate de Institutul Mitchell din Melbourne, un sfert dintre elevii australieni nu își finalizează anul 12, iar ratele de absolvire sunt considerabil mai mici în comunitățile izolate sau defavorizate economic. Profesorul Teese consideră că segregarea geografică a elevilor în școli, împreună cu împărțirea în sisteme publice și private, amplifică dezavantajele educaționale, făcând situația din Australia mai gravă decât în alte țări occidentale, precum Noua Zeelandă și Canada.  RRata de finalizare a studiilor variază semnificativ în funcție de locație. De exemplu, în comunitățile izolate, doar 56,6% dintre elevi finalizează anul 12, în timp ce elevii din medii economice prospere au o rată medie de absolvire de 90%. 
Programele de educație la distanță, destinate în principal elevilor indigeni, au o rată de succes mai mică. Diferența dintre rata de absolvire a elevilor indigeni și cea a elevilor neindigeni în anul 12 depășește 40 de puncte procentuale, ceea ce contribuie la o serie de probleme sociale și economice pentru studenții din medii socio-economice inferioare.

### America Latină
În America Latină, motivele abandonului școlar pot fi grupate în două categorii principale. Prima categorie se referă la „dimensiunea materială” a educației, în care dificultățile financiare reprezintă principalul factor care împiedică familiile să își mențină copiii la școală. A doua categorie ține de „dimensiunea subiectivă” a experienței educaționale. Sondajele arată că 22% dintre copiii în vârstă de 10-11 ani, care nu mai frecventează școala, declară că lipsa de interes pentru studii este principalul motiv. Acest procent crește la 38% pentru adolescenții de 15-17 ani, care se declară dezinteresați de sistemul de învățământ. 